# 5Gang: Un Altfel de Craciun
5Gang: Un Altfel de Crăciun es una película de comedia y acción rumana de 2019 dirigida por Matei Dima. Está protagonizada por Andrei "Selly" Șelaru, Diana Condurache, Andrei Gavril, Luca Bogdan Adrian y Mădălin Șerban Păcurar, miembros del grupo de trampa de la vida real 5GANG, como ellos mismos en una historia ficticia sobre su banda musical; cuando Selly es secuestrado después de actuar en el aniversario del cumpleaños de la hija de un jefe criminal local, los otros miembros de la banda tienen que rescatarlo.
La película se estrenó en Rumania el 27 de diciembre de 2019. Siendo un éxito de taquilla, se convirtió en la película más taquillera en su país en los últimos treinta años y ganó más de $ 1.5 millones durante su carrera teatral.